# Szyszkiwci (rejon gródecki)
Szyszkiwci (ukr. Шишківці) – wieś na Ukrainie w rejonie gródeckim obwodu chmielnickiego.
Zamieszkują ją obecnie 283 osoby.